# Warunkowa wartość oczekiwana
Warunkowa wartość oczekiwana – podstawowe pojęcie rachunku prawdopodobieństwa. Jest to odmiana tradycyjnego pojęcia wartości oczekiwanej, znanej czy to z rachunku prawdopodobieństwa, czy to ze statystyki. Różnica jest taka, że obliczamy ją pod warunkiem, że pewne zdarzenie już zaszło, a więc zamiast standardowego prawdopodobieństwa używamy prawdopodobieństwa warunkowego.

## Założenia
Niech {\displaystyle (\Omega ,{\mathcal {F}},P)} będzie przestrzenią probabilistyczną z zadanym na niej prawdopodobieństwem warunkowym {\displaystyle P_{\boldsymbol {A}}.} Niech również {\displaystyle X\in L^{1}(\Omega ,{\mathcal {F}},P)} będzie zmienną losową,
gdzie {\displaystyle L^{1}(\Omega ,{\mathcal {F}},P):=\{X:\Omega \to \mathbb {R} :X}  jest mierzalna  {\displaystyle \land \ \mathbb {E} |X|<+\infty \}.}
{\displaystyle \mathbf {A} \in {\mathcal {F}}} jest zdarzeniem takim, że {\displaystyle \mathbf {P} (A)>0.}

## Definicje
- Warunkową wartością oczekiwaną zmiennej losowej X pod warunkiem zdarzenia A nazywamy liczbę:

{\displaystyle \mathbb {E} (X|A)=\int \limits _{\Omega }X(\omega )d\mathbb {P} _{A}}
Jednak znacznie poręczniejszy w użyciu jest następujący, równoważny wzór:
{\displaystyle \mathbb {E} (X|A)={\frac {1}{P(A)}}\int \limits _{A}X(\omega )d\mathbb {P} }
- Niech {\displaystyle {\mathcal {G}}} będzie σ-ciałem. Warunkową wartością oczekiwaną zmiennej losowej X pod warunkiem σ-ciała {\displaystyle {\mathcal {G}}} nazywamy zmienną losową spełniającą warunki:

1) {\displaystyle \mathbb {E} (X|{\mathcal {G}})} jest {\displaystyle {\mathcal {G}}}-mierzalna,
2) {\displaystyle \int \limits _{A}E(X|{\mathcal {G}})d\mathbb {P} =\int \limits _{A}Xd\mathbb {P} ,} dla dowolnego {\displaystyle A\in {\mathcal {G}}.}
Dla dowolnego σ-ciała {\displaystyle {\mathcal {G}}\subseteq {\mathcal {F}}} i zmiennej losowej całkowalnej {\displaystyle X\in L^{1}(\Omega ,{\mathcal {F}},P)} istnieje {\displaystyle \mathbb {E} (X|{\mathcal {G}})} i jest ona wyznaczona jednoznacznie z dokładnością do zdarzeń o prawdopodobieństwie zero.
- Szczególny przypadek poprzedniego.

Niech {\displaystyle \Omega =\bigcup _{i\in I}A_{i},} gdzie {\displaystyle A_{i}\cap A_{j}=\emptyset ,i\neq j,} i niech {\displaystyle {\mathcal {G}}=\sigma (\{A_{i}:i\in I\}).} Wówczas warunkowa wartość oczekiwana pod warunkiem σ-ciała {\displaystyle {\mathcal {G}}} jest równa:
{\displaystyle \mathbb {E} (X|{\mathcal {G}})=\sum _{i\in I}\mathbb {E} (X|A_{i})\cdot \mathbf {1} _{A_{i}}}
Spełnia ona oba warunki warunkowej wartości oczekiwanej pod warunkiem σ-ciała.

## Własności
Niech {\displaystyle X,Y\in L^{1}(\Omega ,{\mathcal {F}},P)} i niech {\displaystyle {\mathcal {G}}\subseteq {\mathcal {F}}} będzie σ-ciałem. Wówczas:
- Jeśli {\displaystyle X} jest {\displaystyle {\mathcal {G}}}-mierzalna, to {\displaystyle \mathbb {E} (X|{\mathcal {G}})=X,}

- {\displaystyle X\leqslant Y\ \Rightarrow \ \mathbb {E} (X|{\mathcal {G}})\leqslant \mathbb {E} (Y|{\mathcal {G}}),}

- {\displaystyle a,b\in \mathbb {R} \ \Rightarrow \ \mathbb {E} (aX+bY|{\mathcal {G}})=a\mathbb {E} (X|{\mathcal {G}})+b\mathbb {E} (Y|{\mathcal {G}}),}

- {\displaystyle |\ \mathbb {E} (X|{\mathcal {G}})\ |\leqslant \mathbb {E} (\ |X|\ |{\mathcal {G}}),}

- Dla dowolnego {\displaystyle {\mathcal {H}}\subseteq {\mathcal {G}}} mamy:

{\displaystyle \mathbb {E} (X|{\mathcal {H}})=\mathbb {E} {\bigg (}\mathbb {E} (X|{\mathcal {H}})\ {\bigg |}\ {\mathcal {G}}{\bigg )}=\mathbb {E} {\bigg (}\mathbb {E} (X|{\mathcal {G}})\ {\bigg |}\ {\mathcal {H}}{\bigg )},}
- {\displaystyle X_{n}\to X\ \ \Longrightarrow \ \ \mathbb {E} (X_{n}|{\mathcal {G}})\to \mathbb {E} (X|{\mathcal {G}}),}

- {\displaystyle \mathbb {E} {\bigg (}\mathbb {E} (X|{\mathcal {G}}){\bigg )}=\mathbb {E} X,}

- Jeśli {\displaystyle X} jest niezależna od {\displaystyle {\mathcal {G}}} (tzn. σ{\displaystyle (X)} i {\displaystyle {\mathcal {G}}} są niezależne), to:

{\displaystyle \mathbb {E} (X|{\mathcal {G}})=\mathbb {E} X,}
- Jeśli {\displaystyle Y} jest ograniczoną zmienną {\displaystyle {\mathcal {G}}}-mierzalną, to:

{\displaystyle \mathbb {E} (YX|{\mathcal {G}})=Y\mathbb {E} (X|{\mathcal {G}}).}

## Literatura
- J. Jakubowski, R. Sztencel: Wstęp do teorii prawdopodobieństwa. Wyd. III. ISBN 83-89716-01-1. Brak numerów stron w książce